# Orthonychiurus novaezealandiae
Orthonychiurus novaezealandiae är en urinsektsart som först beskrevs av John Tenison Salmon 1942.  Orthonychiurus novaezealandiae ingår i släktet Orthonychiurus och familjen blekhoppstjärtar. Inga underarter finns listade i Catalogue of Life.